# نهر بنوي
نهر بنوي (بالإنجليزية: Benue River)‏ المعروف سابقًا باسم نهر تشادا أو تشاددا، هو الرافد الرئيسي لنهر النيجر. يبلغ طول النهر حوالي 1400 كيلومتر (870 ميل) ويمكن ملاحته بالكامل تقريبًا خلال أشهر الصيف. ونتيجة لذلك، فهو طريق نقل مهم في المناطق التي يتدفق من خلالها.

## جغرافيا
ترتفع في هضبة أداماوا في شمال الكاميرون، حيث تتدفق غربًا، وعبر بلدة جاروا ولاجدو، إلى نيجيريا جنوب جبال ماندارا، وعبر جيميتا وإيبي وماكوردي قبل أن تلتقي بنهر النيجر في لوكوجا.